# Журавлиное Болото (посёлок)
Журавлиное Болото, в народе также Журболото — исчезнувший посёлок при станции Журавлиное Болото узкоколейной Журавлиной ветки Белорецкой железной дороги на территории Белорецкого района Башкортостана. Входил в состав Журавлинского сельсовета.

## География
Располагался в 12 км (по прямой; по дороге — в 15 км) к северу-северо-западу от прежнего (1940—1971) центра сельсовета — деревни Катайка, на таком же расстоянии к северо-востоку от нынешнего центра сельсовета — села Отнурок, в 20 км к северу по прямой и 30 по дороге от райцентра, посреди смешанного (с преобладанием берёзы и лиственницы, а также пихты) леса. С севера и востока от бывшего населённого пункта расположены выработанные торфяники болота Журавлиное, к настоящему времени покрытые лесной растительностью.

## История
Название населённого пункта произошло от одноименного болота, где в начале XX века была начата добыча торфа, для вывоза которого в 1912—1914 годах была построена Журавлиная ветка Белорецкой железной дороги от разъезда Шушпа до станции Журавлиное Болото, расположенной в километре от посёлка. По состоянию на 1920 год в посёлке насчитывалось 30 дворов и 159 жителей, в том числе 78 мужчин и 81 женщина, по национальности преимущественно русские. На 1925 год хозяйств было 32. В 1930-е годы в посёлке было 220 жителей, работала школа. На 1959 год упоминается как деревня, где проживали 22 человека. Населённый пункт прекратил своё существование, предположительно, в 1970-е—1980-е годы.